# Forte Campone

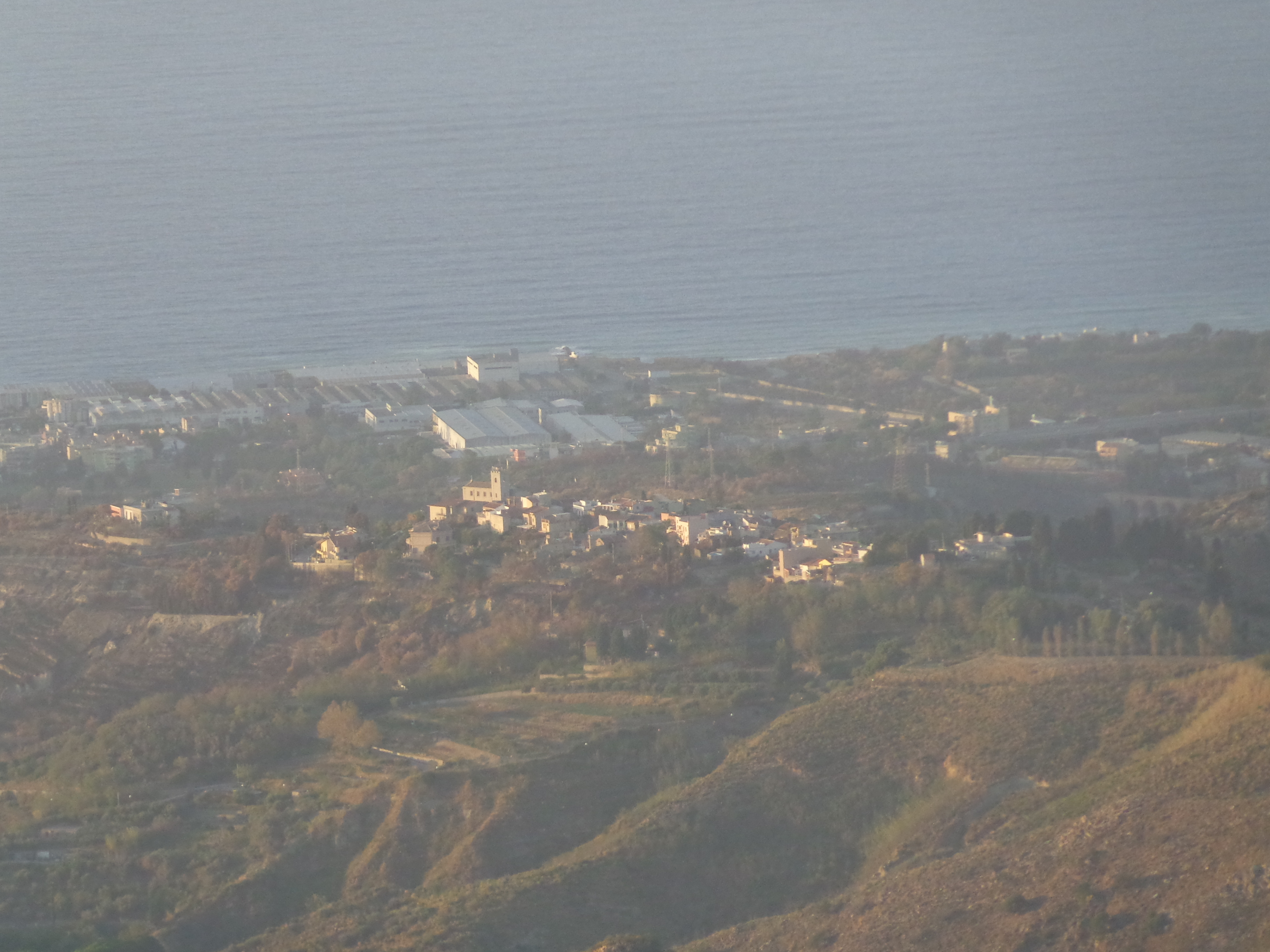
Calvaruso (Villafranca Tirrena)

Il Forte Campone, costruito tra il 31 dicembre 1889 e il 1890, si trova nel comune di Villafranca Tirrena, precisamente nella frazione di Calvaruso. È l'unico forte umbertino della costa siciliana situato al di fuori del comune di Messina, pur trovandosi nella stessa provincia.
Realizzato verso la fine dell'Ottocento, il forte fu costruito con una spesa di 330.000 lire e aveva lo scopo di difendere i versanti delle fiumare di Saponara, Castelluccio e Gallo, punti strategici per il controllo del territorio.
Il forte è situato a 500 metri sul livello del mare (s.l.m.), con un orientamento di 300° Nord-Ovest e una distanza dalla costa di circa 3750 metri. Fu costruito per controllare il settore del versante tirrenico e dispone di otto piazzole per cannoni. Inoltre, è circondato da un fossato, caratteristica comune delle fortificazioni umbertine.
La struttura era progettata per ospitare un presidio composto da 3 ufficiali, 120 uomini di truppa, 70 uomini della batteria, che dormivano su paglia a terra, e altri 50 soldati che utilizzavano brande per il riposo.
Il Forte Campone, insieme al Forte Puntal Ferraro, è tra le fortificazioni più elevate della zona. Attualmente, il forte si trova in ottime condizioni di conservazione.
Il forte per anni rimase abbandonato.

## Oggi
Il forte è gestita dalla Trapper Soc. Coop. Sociale Onlus, che, oltre a gestire anche il Forte Serra La Croce, è concessionaria del Forte Campone e fa parte del Circuito Turistico Discover Messina Sicily, offrendo visite guidate multilingue.

## L'omicidio di Graziella Campagna

Graziella Campagna

La fortificazione fu coinvolta in un tragico evento: l'omicidio di Graziella Campagna, una ragazza di 17 anni nata a Saponara, un paese sulle pendici del versante settentrionale dei Monti Peloritani, in provincia di Messina.
Graziella aveva iniziato a lavorare come stiratrice nella lavanderia “La Regina” di Villafranca Tirrena. Durante il lavoro, l'ingegner Tony Cannata le portò una camicia, e nella tasca Graziella trovò involontariamente un’agenda. Fu così che scoprì che Tony Cannata non era un semplice ingegnere, ma in realtà il boss latitante Gerlando Alberti jr, nipote del noto mafioso Gerlando Alberti, detto “U Paccarè”. Inoltre, il suo collega e cugino, Gianni Lombardo, era in realtà Geraldo Sutera, anche lui uomo ricercato per associazione mafiosa e traffico di stupefacenti.
Questa scoperta divenne pericolosa per Graziella, soprattutto perché suo fratello, Pietro Campagna, era carabiniere in servizio alla compagnia di Gioia Tauro, un fatto che preoccupava i due latitanti.
Il 12 dicembre 1985, dopo aver finito il turno di lavoro, Graziella andò come di consueto ad aspettare l'autobus per tornare a casa, ma qualcosa accadde durante l'attesa e quella sera la ragazza non rientrò. Inizialmente si pensò a una "fuitina" con un ragazzo, ma questa ipotesi fu presto abbandonata.
Due giorni dopo, il corpo di Graziella fu ritrovato a Forte Campone, in un prato. Indossava un giubbotto rosso, una maglia a righe, un paio di pantaloni neri e stivaletti. La giovane era stata brutalmente uccisa con cinque colpi di lupara calibro 12, esplosi da una distanza non superiore a due metri. Il corpo fu riconosciuto dal fratello, Pietro Campagna.
Sulle vicende accadute a Graziella Campagna è stato realizzato un film per la televisione italiana diretto da Graziano Diana chiamato La vita rubata nel 2007. Nella scena in cui viene ritrovato il corpo di Graziella, interpretata da Larissa Volpentesta, dal fratello Pietro, interpretato da Giuseppe Fiorello, si è deciso di non girare nel Forte Campone, dove avvenne realmente il ritrovamento, ma di ambientare la scena nel Forte Crispi, probabilmente per motivi legati alla regia.